# Новоандріївка (Сумський район)
Новоандрі́ївка — село в Україні, у Сумській області, Сумському районі. Населення становить 90 осіб. До 2020 орган місцевого самоврядування — Терещенківська сільська рада.

## Географія
Село Новоандріївка розташоване на лівому березі річки Локня, вище за течією на відстані 1 км розташоване село Терещенки, нижче за течією на відстані 3.5 км розташоване село Улянівка.
На річці велика загата.

## Історія
12 червня 2020 року, відповідно до розпорядження Кабінету Міністрів України № 723-р «Про визначення адміністративних центрів та затвердження територій територіальних громад Сумської області», село увійшло до складу Білопільської міської громади.
19 липня 2020 року, в результаті адміністративно-територіальної реформи та ліквідації Білопільського району, село увійшло до складу новоутвореного Сумського району.

## Відомі люди
- Левадна Катерина Юхимівна — 1-й секретар Тростянецького райкому КПУ Сумської області, заступник голови Сумського облвиконкому. Кандидат в члени ЦК КПУ в 1971—1981 р.